# Cleonymia pectinicornis
Cleonymia pectinicornis là một loài bướm đêm thuộc họ Noctuidae. Loài này có ở miền nam Tây Ban Nha và throughout miền bắc African deserts và Cận Đông.
Con trưởng thành bay từ tháng 2 đến tháng 4. Có một lứa một năm.